# Wadi al-Arayis
Wadi al-Arayis (àrab: وادي العرايس, Wādī al-ʿArāyis) és una vila de la governació de Betlem, al centre de Cisjordània, situada 10 kilòmetres a l'est de Betlem. Segons l'Oficina Central d'Estadístiques de Palestina (PCBS), tenia 2.169 habitants en 2016. L'assistència sanitària primària s'obté a al-Ubeidiya on el Ministeri de Salut ha classificat les instal·lacions assistencials com a nivell 3.
Des de la Guerra dels Sis Dies en 1967, la vila es troba sota ocupació israeliana. La població del cens de 1967 realitzada per les autoritats israelianes era de 501 habitants.